# Предстоятел
Предстоя́тел е общо догматично правилно название на първия по ранг епископ на поместна православна църква.
Предстоятелите на отделните автокефални или автономни църкви обикновено са патриарси, архиепископи или митрополити.
Предстоятелят на Българската православна църква носи титлата патриарх Български и митрополит Софийски. От 2024 г. неин предстоятел е Негово Светейшество патриарх Даниил.
Често предстоятелят се нарича с по-популярния, но догматично неточен термин глава на съответната поместна православна църква – например глава на Българската православна църква.
С термина „предстоятел“ също така се означава и настоятелят, ръководителят на православен манастир или храм.